# 平山郡
平山郡（：／ Phyŏngsan gun */?）位於朝鮮民主主義人民共和國的黃海北道，臨近禮成江畔，具有悠久的歷史。

## 歷史
- 在高句麗（公元前277年至公元668年）時代，由於這裡有許多大峽谷，它被稱為「大谷郡」；
- 在朝鮮王朝（公元1392年至1910年）時代，由於這個郡由平緩的山巒所圍繞，它被改稱為「平山郡」。

## 地理
- 「平山郡」 的地勢是從西北部至東南部皆為海拔不到200公呎的平緩丘陵及平原地帶。
- 「禮成江」的支流「南川」流經「平山郡」的郡城中心。
- 已鋪了約高達60,000平方米的柏油公路。

## 經濟
- 在日本殖民地時期，工業只有由日本人開發的螢石礦及修造農具的農具修理廠。獨立後，大力發展，現時已有大理石礦、石板瓦礦、花崗石礦等，成為朝鮮的石材工業中心，此外更建立了如醬油、搪瓷器、織布、製衣、造紙等20多座工廠。
- 設有合作農場共有20個，大量飼養著山羊及兔。
- 台電90年代曾與當地接洽作為台灣核廢料付費儲存點，朝鮮方面也積極回應，多次雙方互訪勘查，然後來台方改變主意毀約，朝鮮斡旋十多年後未果2013年前往台灣提起訴訟。[1]

## 著名院校
- 平山農業大學

## 觀光熱點
- 太白山城：位於「平山郡」的山城裡有高句麗（公元前277至公元668年）時代建造。佈滿蘚苔的城牆、古色古香的城門。
- 軍民體育館：位於「平山郡」的郡城之「南川」畔，在公元1992年開幕，建築面積數千平方公呎的特色建築物，這裡開辦平山郡青少年課外體育學校，以籃球、排球及乒乓球聞名，其中排球更曾在第35屆及第36屆「朝鮮全國青少年課外體育學校運動會」上連續兩年奪得金牌。
- 平山科拉克鳥保護區：位於「平山郡」的「蜂灘里」，這裡綠樹成蔭，給世界稀有品種啄木鳥作為養殖保護區。

## 特產
- 「科拉克鳥牌」搪瓷器皿
- 糊炕油紙
- 太白酒
- 平山酒